# خل‌خان
خل‌خان (به لاتین: Khal Khan) یک منطقهٔ مسکونی در افغانستان است که در ولسوالی زیباک واقع شده‌است.